# Шевченко Леонід Михайлович
Леонід Михайлович Шевченко (1913 — 11 липня 1972, місто Москва) — український радянський партійний діяч, партійний апаратник, помічник Миколи Вікторовича Підгорного. Кандидат у члени ЦК КПУ в 1960—1966 роках. Член Центральної Ревізійної комісії КПРС у 1971—1972 роках.

## Біографія
Народився в квітні 1913 року. У 1931—1934 роках — на профспілковій роботі.
У 1939 році закінчив Дніпропетровський металургійний інститут.
Член ВКП(б) з 1939 року.
У 1939—1943 роках — інженер, начальник установки на заводах міст Запоріжжя та Омська.
У 1943—1945 роках — слухач Вищої партійної школи при ЦК ВКП(б). З 1945 року — на партійній роботі на Далекому Сході РРФСР.
У 1946—1947 роках — секретар Красногвардійського районного комітету КП(б)У міста Дніпропетровська.
У 1947—1949 роках — секретар Дніпропетровського міського комітету КП(б)У.
У 1949—1963 роках — в апараті ЦК КПУ: завідувач сектору науки і вузів відділу пропаганди і агітації ЦК КП(б)У, потім працював помічником секретаря, 1-го секретаря ЦК КПУ Миколи Вікторовича Підгорного.
У 1963 — грудні 1965 року — в апараті ЦК КПРС: помічник секретаря ЦК КПРС Миколи Вікторовича Підгорного.
У грудні 1965 — липні 1972 року — в апараті Президії Верховної Ради СРСР: помічник голови Президії Верховної Ради СРСР Миколи Вікторовича Підгорного.
Помер 11 липня 1972 року в Москві. Похований на Новодівочому цвинтарі Москви.

## Нагороди
- орден Леніна
- два ордени Трудового Червоного Прапора (26.02.1958,)
- медаль «За доблесну працю. В ознаменування 100-річчя з дня народження Володимира Ілліча Леніна» (1970)
- медалі
- Почесна грамота Президії Верховної Ради Української РСР (13.04.1963)